# Vasikkasaari (ö i Finland, Birkaland, Tammerfors, lat 61,37, long 23,50)
Vasikkasaari är en ö i Finland. Den ligger i sjön Pyhäjärvi och i kommunen Vesilax i den ekonomiska regionen Tammerfors och landskapet Birkaland, i den södra delen av landet, 150 km nordväst om huvudstaden Helsingfors. Öns area är 4 hektar och dess största längd är 290 meter i nord-sydlig riktning.